# Paradonus pectoralis
Paradonus pectoralis là một loài bọ cánh cứng trong họ Elateridae. Loài này được Say miêu tả khoa học năm 1834.